# Myas cyanescens
Myas cyanescens är en skalbaggsart som beskrevs av Pierre François Marie Auguste Dejean. Myas cyanescens ingår i släktet Myas och familjen jordlöpare. Inga underarter finns listade i Catalogue of Life.